# Bavo Defurne
Bavo Defurne, nacido en 1971 en Gand,  es un director belga de películas y cortometrajes.

## Filmografía
Cortometrajes
- 1990 : Atlantis
- 1992 : Rohypnol
- 1993 : Trailer
- 1993 : Ludodrome
- 1996 : Particularly Now in Spring
- 1997 : Rainbow Stories (Saint)
- 1997 : Saint
- 1998 : Matroos
- 2000 : Kampvuur

largometrajes
- 2011 : Noordzee, Texas (Sur le chemin des dunes)
- 2016 : Souvenir